# Sparkasse Forchheim
Die Sparkasse Forchheim ist ein öffentlich-rechtliches Kreditinstitut mit Sitz in Forchheim in Bayern. Ihr Geschäftsgebiet ist der Landkreis Forchheim.

## Organisationsstruktur
Die Sparkasse Forchheim ist eine Anstalt des öffentlichen Rechts. Rechtsgrundlagen sind das Sparkassengesetz, die bayerische Sparkassenordnung und die durch den Träger der Sparkasse erlassene Satzung. Organe der Sparkasse sind der Vorstand und der Verwaltungsrat.

## Geschäftsausrichtung
Die Sparkasse Forchheim betreibt als Sparkasse das Universalbankgeschäft. Die Sparkasse Forchheim wies im Geschäftsjahr 2023 eine Bilanzsumme von 2,376 Mrd. Euro aus und verfügte über Kundeneinlagen von 1,863 Mrd. Euro. Gemäß der Sparkassenrangliste 2023 liegt sie nach Bilanzsumme auf Rang 207. Sie unterhält 31 Filialen/Selbstbedienungsstandorte und beschäftigt 372 Mitarbeiter.

## Sparkassen-Finanzgruppe
Die Sparkasse Forchheim ist Teil der Sparkassen-Finanzgruppe. Sie vertreibt daher z. B. Bausparverträge der LBS, offene Investmentfonds der Deka und vermittelt Versicherungen der Versicherungskammer Bayern. Die Funktion der Sparkassenzentralbank nimmt die Bayerische Landesbank wahr.